# ルパン三世 EPISODE:0 ファーストコンタクト
- ルパン三世 > ルパン三世 EPISODE:0 ファーストコンタクト
- トムス・エンタテインメントの作品一覧 > ルパン三世 EPISODE:0 ファーストコンタクト
- 金曜ロードショー > ルパン三世 EPISODE:0 ファーストコンタクト

『ルパン三世 EPISODE：0 ファーストコンタクト』（ルパンさんせい エピソードゼロ ファーストコンタクト）は、モンキー・パンチ原作のアニメ『ルパン三世』のTVスペシャルシリーズ第14作。2002年7月26日に日本テレビ系の『金曜特別ロードショー』にて放送された。視聴率は20.6%。

## 製作
本作ではルパン・ファミリーの出会いのエピソードが描かれる。原作や既存の話とは矛盾または整合性が取れていない描写が多く存在する（例えばルパンと石川五エ門の出会いや、斬鉄剣の来歴は原作や過去のアニメでも明確に描かれており、本件の内容はこれに完全に反する）が、最後にルパンが女を口説くために作った創作であるかのようなどんでん返しが設けられた上に、その後に作り話の中の存在に過ぎないはずの「クラム・オブ・ヘルメス」やジョージが登場するなど完全な虚偽とも言えず、事実性が曖昧な造りとなっており、ある程度の整合性が図られている。
監督は『トワイライト☆ジェミニの秘密』などで助監督として携わっていた大原実が初監督、脚本は『ワルサーP38』を手掛けた米村正二が5年ぶりに担当。製作初期段階では、このどんでん返しの想定はなく、原作者であるモンキー・パンチの承諾も得て、シリーズとしては本作限りの設定だが実際にあった過去のエピソードとして製作が進められていた。しかし、飯岡順一や柏原寛司ら長年ルパンシリーズに携わったスタッフにこの構想を尋ねたところ、「原作の琴線に触れるものは止めたほうがいい」という反対意見が出され、議論を重ねた結果、映画『ユージュアル・サスペクツ』を参考に完成版のような構成になったという。
演出は、ルパンと次元の初めの勝負するシーンは出崎統が監督を務めたTVスペシャルの止め絵、ルパンと五ェ門が勝負するシーンは『TV第1シリーズ』第5話「十三代目五ェ門登場」の演出とほぼ同じである、第1話のラストの「裏切りは女のアクセサリーみたいなものさ」という台詞があるなど、初期のTVシリーズや劇場版、TVスペシャルなどをイメージした演出が目立つ。
キャラクターデザインは長年TVスペシャルで作画を担当してきた平山智が担当しており、本作で興されたデザインは2010年放送のTVスペシャル『ルパン三世 the Last Job』まで使用された他、クロスオーバー作品である2009年放送の『ルパン三世VS名探偵コナン』や、モンキー・パンチの出身地で運行されている釧路バスのルパン三世ラッピングバスなどにも使用されるなど、TVスペシャル以外でも比較的目にする機会の多いデザインとなっている。シリーズによって異なるルパンの衣装のカラーリングは1997年放送のTVスペシャル『ルパン三世 ワルサーP38』以来となる黒いシャツに黄色のネクタイ、黒いズボンの組み合わせであった。また、同じくシリーズで変わる不二子のヘアカラーは、過去の話をする構成から過去では茶髪、現代では金髪となっている。両方のカラーリングの不二子が見られるのはこの作品が唯一である。
音楽は変わらず大野雄二が担当し、過去のTVスペシャルのBGMや大野のソロアルバムのナンバーに、書下ろし楽曲も加えたものとなっている。本作ではオープニングに「ルパン三世のテーマ'89」、エンディングに「ルパン三世のテーマ'78」のアレンジバージョンが用いられており、それぞれに「ルパン三世のテーマ」が使用されるのは初である。さらに従来、「ルパン三世のテーマ」は複数個所で使う場合でも同一バージョンか、そのアレンジバージョンを用いていたのに対し、異なるバージョンを用いたのも珍しい。また、TVスペシャルのエンディングでインストゥルメンタルが使用されたのも本作が初であった。また挿入歌の「LOVE SQUALL（po do amor）」は『ルパン三世 PARTIII』のエンディングテーマを歌唱したソニア・ローザが起用された。

### 評価
TVスペシャルの中では特に人気の高い作品とされており、以下の人気投票ではいずれも上位を獲得している。
- 2011年に実施された「ルパン三世アニメ40周年記念　マイ・ベストエピソード投票」の「TVスペシャル部門」では本作が第1位に選ばれた。
- 2019年に実施されたYouTubeの「TMSアニメ55周年公式チャンネル」の本編無料配信作品を決める投票でも第1位を獲得し、全編公開された。
- 2021年に実施された「みんなが選んだルパン三世」ではTVスペシャル部門で第2位に選ばれ、同年12月22日にBlu-rayとして再発売される[3]。
- 2024年にデアゴスティーニ・ジャパンから発売された『ルパン三世 THE DVD Collection』の創刊号に本作が選ばれた。また、本誌のインタビューで栗田貫一は「真偽がわからないというオチがルパンらしいところ」と本作についてコメントしている。

## あらすじ
ルパン一味の出会いを「ルパン三世 ファーストコンタクト」と名付け、取材中の女記者エリナは、次元大介との賭けに勝ち、彼から具体的な話を聞けることになる。ニューヨークの路地裏、点けたマッチの火を眺めながら、次元は過去を回想し、語り始める。
当時、一人で活動していたルパンの狙いは、ニューヨークの大物マフィアであるガルベスが所有する、ダイヤモンドよりも硬い合金の製法が入った円柱状の筒「クラム・オブ・ヘルメス」（以下「ヘルメス」と略）。しかし、最初の盗みはガルベスの護衛として雇われた裏社会№1のガンマンと評される次元大介の活躍で阻まれる。愛車のベンツSSKを駆り、愛用銃のワルサーP38を武器にルパンは逃走に成功。旧知の泥棒で同じく「ヘルメス」を狙うブラッドから次元のことを教えられ、彼に興味を持つ。一方、次元は同僚のシェイドに非難されつつ、ガルベスの言葉によってルパンと決着をつけなければならないと決心し、以降、何度もルパンを襲撃するが決着はつかない。
程なくして「ヘルメス」が盗み出され、シェイドはルパンを疑ってアジトに押し入るが、身に覚えのないルパンはブラッドが盗んだと確信。シェイド達を振り切ってブラッドのアジトに向かうが、ブラッドは既に何者かに射殺されており「ヘルメス」は彼の恋人・峰不二子が持っていた。不二子はルパンよりブラッドの死を伝えられ動揺する。ルパンはそれ自体も特殊合金である「ヘルメス」を開けるには特殊な「鍵」が必要だと教えつつ、ガルベス・ファミリーから逃げるためすぐにニューヨークから出るように警告する。
一方、日本の剣士・石川五ェ門は長年探していた「剣」の場所を知り、アメリカへ渡ることを決意。同じころ、日本の警視庁に所属する銭形警部も指名手配犯の不二子の行方を追ってニューヨークへやってくる。早々にヘマをして市警本部長クロフォードに睨まれる銭形は、資料庫に追いやられ、やる気のない老刑事ジョージを相棒にあてがわれる。
不二子はガルベス・ファミリーに捕まるが、彼が持っていた「ヘルメス」はルパンによってすでに偽物にすり替えられていた。そこで不二子は、自分がルパンを籠絡し「鍵」もすべて手に入れるとガルベスに協力を提案、彼はこれを認める。しかし、次元はこの横取りという方法に不快感を示し、護衛を辞めることをガルベスに伝える。
不二子は女の色香を武器にルパンに取り入ることに成功。ルパンは「ヘルメス」を開ける方法を模索しつつ、貿易会社社長のハンスが所有する「鍵」を狙い、盗みの予告状を送る。時同じくして、不二子がルパンと関係があるという情報を掴んだ銭形も現場に潜入する。ルパンはクロフォードに変装してまんまと「鍵」を盗み出すことに成功するが、銭形はルパンの変装を見破り、たびたび彼を危機に陥れる。最終的に「鍵」を盗んで現場からの脱出を果たしたルパンであったが、不二子が付けた発信機でガルベス・ファミリーに捕捉される。次元も現れるが決着はつかず、そこに不二子が「鍵」を横取りされ、そのままルパンと次元がガルベス・ファミリーに捕まってしまう。また男たちを出し抜いたつもりの不二子もシェイドに捕まる。
ガルベスは余興でルパンに裏切り者の次元の始末を命じて拳銃を渡す。しかし、ルパンは彼を殺さずに縄のみ切り、逆にガルベスをコケにする。その光景にルパンと次元が馬鹿笑いしていると停電が起こり、そこに現れた五ェ門が暗闇を利用して「鍵」を奪う。「鍵」の正体は斬鉄剣であり、「ヘルメス」を開けるとは、同じ合金で作られた斬鉄剣で斬ることを意味していた。銃弾が飛び交い、火薬の爆発で建物が燃え盛る中、五ェ門と不二子は一足先に脱出。次元は脇腹に銃弾による傷を負い、ベンツSSKに乗って駆け付けたルパンに救出される形で共に逃走する。
ルパンは次元に泥棒の夢として、いつか難攻不落の連邦準備銀行を襲いたいと話し、そのためには信頼できる相棒が必要だとスカウトする。一方、製法書も手に入れたい五ェ門は「ヘルメス」と「斬鉄剣」を賭けてルパンに果たし状を送る。また、不二子よりもルパンに興味を抱いた銭形は、スラム街で大勢のごろつきを一人で叩きのめしてアジトの情報を聞き出し、彼を捕まえようとしてそのアジトを襲撃するが、失敗する。代わりに五エ門の果たし状を見つけるがクロフォードに捏造を疑われ、日本への強制送還が決まったとして牢屋に入れられる。
五ェ門との決闘にはルパンへの借りを返したい次元が現れ、2人は熾烈な戦闘を行うが決着はつかない。勝負は引き分け…となったまさにその時にルパンが現れ、五ェ門は彼に矛先を切り替える。鉄骨ビル、地下鉄、走行中の自動車群と舞台を変えながらの追いかけっこを展開し、最後はルパンがわざと「ヘルメス」を五ェ門に斬らせ、中の製法書を手に入れる。そこにガルベス・ファミリーも現れて大混戦となり、製法書は不二子に横取りされる。不二子はジョージの手引きで解放された銭形に追い詰められるが、これをルパンが気絶させる。そこにシェイドが現れ、不二子と組んでいることを明かし、ルパンに対して優位に立つが、ルパンはブラッドを殺したのはシェイドだと指摘する。不二子はシェイドを撃ち、致命傷を負ったシェイドは手榴弾で自爆、その爆炎で製法書は燃えてしまう。
五ェ門は次元に、不二子はルパンにそれぞれいつかの再会を告げて去る。銭形はルパンを取り逃がしたが、代わりにガルベスを逮捕する。クロフォードは手のひら返しのごとく銭形を讃えるも、仕返しでルパンと誤認されて逮捕される憂き目に遭う。銭形はジョージからICPOに志願することを勧められ、ルパンを捕まえることを決意する。一人逃走中のルパンは次元が運転するベンツSSKに拾われ、「いつかその帽子を脱がしてみたい」と次元に告げた。
マッチの火が消え、視点は現在に戻る。エリナは「ヘルメス」はどうなったかと次元に尋ねるが、そこに五ェ門や不二子を連れたもう一人の次元が現れ、今までの話がまったくデタラメであるかのような会話を行う。エリナが取材していた相手は次元ではなく、次元に変装したルパン三世だったのだ。
肝心のボイスレコーダーも壊され、ルパン一味も見失い途方に暮れたエリナは、自分が連邦準備銀行の向かいの路地に来ていることを知る。そのままルパン一味は銀行を襲撃し、警官隊を率いた銭形も現れる。銭形の追跡を躱したルパン一味は地下金庫から目当てのものを盗んで建物から出てくる。ルパンの手の中にあったのは、作り話のお宝であったはずの「二つに切れたヘルメス」であった。

## 登場人物

### メインキャラクター
ルパン三世
かの名高き怪盗アルセーヌ・ルパンの孫で、自らも有名になりつつある売り出し中の泥棒。
「クラム・オブ・ヘルメス」を狙っている。
次元大介
裏社会№1のガンマンと評される男。
「クラム・オブ・ヘルメス」をルパンから守りたいガルベスに雇われている。
石川五ェ門
古の大泥棒・石川五ェ門の十三代目。門弟からは「先生」と呼ばれている。
自分の力量に合う、先祖伝承の「剣」を捜してニューヨークへとやってくる。
峰不二子
ブラッドの恋人である女泥棒。
「クラム・オブ・ヘルメス」を狙う。
銭形警部
日本警視庁の敏腕警部。指名手配犯の峰不二子を追ってニューヨークへ乗り込み、そこでルパンについて知る。

### ゲストキャラクター
以下、エリナ以外は過去の人物である。
ガルベス
ガルベス・ファミリーのドン。「クラム・オブ・ヘルメス」の所有者。
ニューヨークの大物マフィアで、貫禄のあるスキンヘッドの男。「ヘルメス」を狙う者がいると知り、次元を護衛に雇う。
ルパンを殺せなかった次元を許した上で、男として決着をつけなければならないと奮起させるなど、ルパンと次元の関係に大きな影響を与える。
劇中では鷹揚で寛大な態度も見せる一方で、自分の元を去った次元を裏切り者として処刑しようとするなど、マフィアのボスらしい冷酷な一面も見せる。
シェイド
ガルベスの部下。
次元と同じくガルベスに雇われている男で、通称「掃除屋」。一匹狼の次元と対照的に手勢を率いて仕事を行う。
スーパーブラックホークの二丁拳銃を得物とするほか、手榴弾なども所持している。
自分の力量を過信し、序盤で次元の責任を追及するもガルベスに窘められたり、ルパンに軽くあしらわれるなど、劇中では醜態を見せることが多い。
ブラッド
ニューヨークのスラム出身の青年。ルパンの泥棒仲間でありライバル。
泥棒として成功する野心を持ち、ルパンと同じく「クラム・オブ・ヘルメス」を狙っている。銃弾の撃ち込まれた分厚いペンダントを「幸運の女神」と称して身に着けている。
劇中冒頭ではルパンに次元について教え、不二子とは恋人関係にあるなど、彼らを引き合わせた立役者の一人。
その後「ヘルメス」を盗み出すことに成功するものの、何者かに射殺される。
ジョージ・マックフライ
ニューヨーク市警察の刑事。
本部長によって資料庫に追いやられている、やる気のない老刑事。本部長の命令により、銭形の相棒という形で彼を押し付けられる。
気が弱いが世情に通じた経験豊富な刑事であり、ニューヨークに不慣れな銭形を的確にサポートする。
終始冷めたような言動が目立つが、劇中終盤では熱血漢の銭形に感化され、かつての熱意を思い出して協力的になる。
エンディングでは、エリナの隣に彼と思わしき老人が登場している。
クロフォード本部長
ニューヨーク市警察本部長。
権威主義者で嫌味な男。到着早々に囮捜査を邪魔されたこともあって、捜査協力要請でニューヨークにやってきた銭形を邪険に扱い、資料庫及びやる気のないジョージをあてがう。
ハンスの一件ではルパンに監禁され「鍵」を盗まれるという失態を犯す。
ハンス・ダラハイド
貿易会社を営む大富豪。「鍵」の所有者。
車椅子に乗った老富豪。表向きは貿易会社社長だが、密輸組織とも繋がりがある影のある人物。
ルパンからの予告状を受け警備を固めるが、事前の手はずと違うとクロフォード（実際は既にルパンの変装）を叱責する。
結局、ルパンの策略に嵌まって、「鍵」を盗まれる。
エリナ
女性記者。
ルパン一味の出会いを「ファーストコンタクト」と称し、取材している若い記者。
ルパン相手だと自分を口説こうとしてきて話にならないため、次元にコンタクトを取って取材を行う。
以降、本作の本編はエリナが次元から聞いた回想という形で展開される。

## 用語
クラム・オブ・ヘルメス
本作のお宝。外見は巻物が一本丸々入るくらいの大きさで青緑色をした円柱状の金属。元は清王朝の宝物庫に所蔵されていたという一品で、ダイヤモンドより硬い合金の製法が記された錬金術書が納められているとされている。しかし、「クラム・オブ・ヘルメス」自体がその合金で製造されているために、筒を壊して中身だけ手に入れることはできず、これを開けて書物を手に入れるには「鍵」が必要。
クラム・オブ・ヘルメスの鍵
破壊できない合金で作られた「クラム・オブ・ヘルメス」を開くための鍵。鍵と言う名前だがその正体は、同じ合金で作られた「斬鉄剣」であり、「斬る＝開ける」という意味であった。

## 声の出演
- ルパン三世 - 栗田貫一
- 銭形警部 - 納谷悟朗
- 次元大介 - 小林清志
- 石川五ェ門 - 井上真樹夫
- 峰不二子 - 増山江威子
- ガルベス - 森山周一郎
- ハンス - 大木民夫
- ジョージ刑事 - 永井一郎
- クロフォード - 池田勝
- ブラッド - 小杉十郎太
- シェイド - 咲野俊介
- エリナ - 朴璐美
- 岸祐二
- 小野大輔
- 江川大輔
- 加藤将之
- 奥田啓人
- よのひかり

## スタッフ
- 原作 - モンキー・パンチ（中央公論新社刊）
- 監督・絵コンテ - 大原実
- 脚本 - 米村正二
- 音楽 - 大野雄二
- 音楽監督 - 鈴木清司
- 音響監督 - 加藤敏
- 音響効果 - 糸川幸良
- 音響制作 - 東北新社
- 音響制作担当 - 田中信作
- 美術監督 - 宮野隆
- キャラクターデザイン・総作画監督 - 平山智
- 作画監督 - 宮繁之、片岡康治
- メカニックデザイン・メカニック作画監督 - 石本英治
- 色彩設計 - 西香代子
- 撮影監督 - 林コージロー
- 編集 - 佐野由里子
- 制作担当 - 浄園祐
- 演出 - のがみかずお
- プロデューサー - 小野利恵子（日本テレビ）、尾﨑穏通（TMS）、大石祐道（TMS）
- 音楽プロデューサー - 山田慎也、国分浩安
- 挿入歌「LOVE SQUALL（po do amor）」
  - 唄 - ソニア・ローザ
  - サウンドトラック - 「LUPIN THE THIRD JAZZ～Bossa&Fusion」、「LUPIN THE THIRD JAZZ～Another"JAZZ"」、「ルパン三世～EPISODE:0『ファーストコンタクト』～オリジナルサウンドトラック」
- アニメーション制作 - 東京ムービー
- 製作 - 日本テレビ、トムス・エンタテインメント